# Wenn der Mond die Sonne berührt
Wenn der Mond die Sonne berührt ist ein Lied der deutschen Popband Hubert Kah, das im September 1984 als zweite Single aus dem Album Goldene Zeiten veröffentlicht wurde. 1985 erschien eine englischsprachige Version unter dem Titel The Picture.

## Musik und Text
Wenn der Mond die Sonne berührt handelt von einer unerfüllten Liebe, deren Namen der Protagonist nicht einmal kennt. Er macht der geliebten Person dennoch Zusicherungen, „nur für dich da“ zu sein; im Songtext wird mit dualistischen Metaphern wie Mond/Sonne, Licht/Schatten gearbeitet. Der Song ist eine von Synthesizern dominierte Pop-Rock-Ballade, die von Markus Löhr um ein rock-orientiertes E-Gitarrensolo ergänzt wird.

## Entstehung und Veröffentlichung
Den Song schrieb Hubert Kah gemeinsam mit seinem Gitarristen und Keyboarder Markus Löhr, dem Bassisten Klaus Hirschburger sowie Michael Kunze alias Mario Killer. Produziert wurde er von Michael Cretu und Armand Volker.
Wenn der Mond die Sonne berührt erschien als 7"-Single bei Blow Up. Auf der B-Seite befindet sich der Song Südsee. Die Single konnte sich auf Platz 41 der deutschen Single-Charts platzieren und war neun Wochen in der Hitliste. Der Song erschien auch auf einigen Kompilationen. Auch eine 5:51 Minuten lange Extended Version existiert. 1986 veröffentlichten Hubert Kah die englischsprachige Version The Picture auf der 12"-Maxi Limousine. Sie war bereits 1985 Bestandteil des Soundtracks zum Film Einmal beißen bitte (Once Bitten) gewesen. Der englische Text stammt von Richard Palmer-James.

## Rezeption
Hubert Kah trat mit dem Song zweimal in der ZDF-Hitparade auf; am 20. Oktober 1984 wurde die Band bei ihrem ersten Auftritt auf den letzten Platz gewählt; dennoch wurde ihr als einer der wenigen Künstler eine zweite Chance eingeräumt. Am 15. Dezember 1984 durfte sie den Titel erneut spielen. Sie wurde per TED-Abstimmung auf den vierten Platz gewählt. Zudem wurde Wenn der Mond die Sonne berührt unter anderem am 15. Oktober des Jahres in der ARD-Sendung Formel Eins mit Peter Illmann gespielt, wofür weitgehend das zum Song gedrehte Musikvideo verwendet wurde. Bei Hitparade.ch erhielt der Song eine hohe Userwertung von 5,38 von sechs basierend auf 120 Bewertungen.

## Coverversionen
Eine deutschsprachige Coverversion existiert von Christian Petru; die englische Version wurde von Iris gecovert.
Im Jahr 2004 veröffentlichte die Hamburger Band Wunder auf ihrem Album Was hält uns wach ebenfalls eine deutschsprachige Coverversion.
Eine weitere Coverversion wurde am 17. Juni 2020 von dem Elektropop-Duo Glammer Twins feat. Patric unter dem Titel Wenn der Mond veröffentlicht.
2023 veröffentlichte die Schlagersängerin Maria Levin auch eine deutschsprachige Coverversion mit Video, das in Hamburg gedreht wurde.

## Belege
1. 1 2 3 4 5 6 7 8  Hubert Kah – Wenn der Mond die Sonne berührt, hitparade.ch
2. ↑  Hubert Kah – The Picture, hitparade.ch
3. ↑  Hubert Kah – Wenn der Mond die Sonne berührt, Genius.com
4. ↑  Once Bitten – Music From The Motion Picture, Discogs.com
5. ↑  Hubert Kah – Wenn der Mond die Sonne berührt (ZDF-Hitparade, 20. Oktober 1984) auf YouTube
6. ↑  Hubert Kah – Wenn der Mond die Sonne berührt (Formel Eins, 15. Oktober 1984) auf YouTube
7. ↑  Hubert Kah – Wenn der Mond die Sonne berührt (Musikvideo) auf YouTube
8. ↑  Glammer Twins feat. Patric - Wenn der Mond, Discogs.com